# 洛马斯
洛马斯，是西班牙卡斯蒂利亚-莱昂帕伦西亚省的一个市镇。总面积17平方公里，总人口52人（2001年），人口密度3人/平方公里。